# Hamadi Krouma
Hamadi Krouma là một đô thị thuộc tỉnh Skikda, Algérie. Dân số thời điểm năm 2002 là 18.805 người.